# Bolborhachium laticorne
Bolborhachium laticorne là một loài bọ cánh cứng trong họ Geotrupidae. Loài này được miêu tả khoa học năm 1873 bởi Macleay.